# Latilly
Latilly ist eine französische Gemeinde mit 199 Einwohnern (Stand: 1. Januar 2022) im Département Aisne in der Region Hauts-de-France (frühere Region: Picardie). Sie gehört zum Arrondissement Château-Thierry und zum Kanton Villers-Cotterêts. Die Einwohner heißen Latillyacois.

## Lage
Die Gemeinde Latilly liegt am Ende eines Seitentals des Flusses Ourcq, rund 15 Kilometer nordnordwestlich von Château-Thierry

## Bevölkerungsentwicklung
| Jahr                       | 1962 | 1968 | 1975 | 1982 | 1990 | 1999 | 2006 | 2015 | 2022 |
| -------------------------- | ---- | ---- | ---- | ---- | ---- | ---- | ---- | ---- | ---- |
| Einwohner                  | 181  | 186  | 145  | 135  | 179  | 179  | 218  | 214  | 199  |
| Quellen: Cassini und INSEE |      |      |      |      |      |      |      |      |      |

## Sehenswürdigkeiten
- Die Kirche Saint-Laurent ist seit 1920 als Monument historique klassifiziert (Base Mérimée PA00115775).

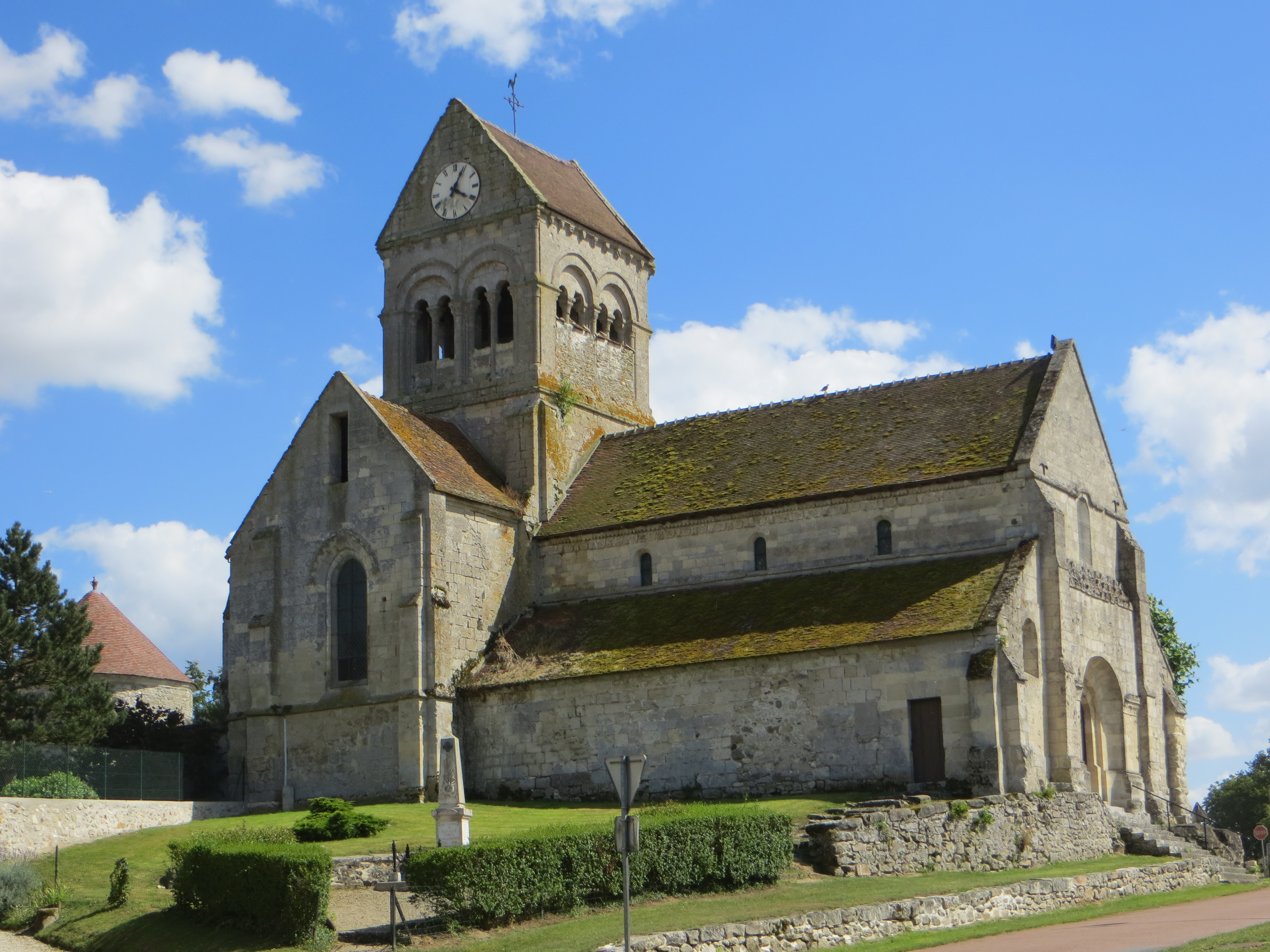
Kirche Saint-Laurent